# Jordan Gele
 Jordan Youri Gele (* 16. September 1992 in Houilles, Frankreich) ist ein französisch-kongolesischer Fußballspieler.

## Karriere
Gele spielte in seiner Jugend bei Paris Saint-Germain und INF Clairefontaine. Im Juli 2013 wechselte Gele in die Aktivabteilung des AFC Compiègne in der fünften französischen Liga, anschließend ab 2014 für eine Saison bei Sainte-Geneviève FC in der vierten französischen Liga. Ab Sommer 2015 spielte Gele beim Viertligisten FC Mulhouse, wechselte nach einer Saison 2016 zur zweiten Mannschaft des FC Nantes in der vierten Liga. Nach einer Phase als vereinsloser Spieler, wechselte er im Juli 2018 zum damaligen Schweizer Zweitligisten FC Winterthur. Bereits Ende des Kalenderjahres war Gele wieder vereinslos. Im Juli 2019 wurde er vom drittklassigen FC Rapperswil-Jona verpflichtet, wo er für drei Saisons blieb. Im Juli 2022 wechselte er nach Rumänien zum Zweitligisten CSC 1599 Șelimbăr. Im Juli 2023 wurde er schließlich vom FC Wil in der zweiten Schweizer Liga verpflichtet. Er erhielt einen Vertrag bis Sommer 2025. Sein Debüt feierte Gele beim Saisonauftakt auswärts gegen die AC Bellinzona. Sein erstes Tor erzielte Gele bereits in der zweiten Runde, als er das spielentscheidende 3:2 gegen den FC Vaduz erzielte. Am Ende der Saison hatte er zwei Tore in 33 Spielen erzielt und wechselte zu Unirea Slobozia in Rumänien. Im Februar 2025 wechselte er zum FCSB nach Bukarest. Die Hauptstädter bezahlten Berichten zufolge 300'000 Euro für den Transfer.